# Partit Comunista de Catalunya
|  | No s'ha de confondre amb Partit dels i les Comunistes de Catalunya o Comunistes de Catalunya. |

El Partit Comunista de Catalunya fou fundat el 1932 i tenia com a referent el PCE. Va substituir a la Federació Comunista Catalanobalear (FCCB) que s'havia separat del PCE i havia fundat el Bloc Obrer i Camperol (BOC) juntament amb el Partit Comunista Català. Els seus principals dirigents foren Ramon Casanellas i Lluch, Antoni del Barrio i Antoni Sesé. El seu portaveu fou Catalunya Roja. La influència sindical fou minsa, per bé que notable dins la Federació Obrera de Sindicats de la Indústria Gastronòmica de Catalunya (FOSIG). El maig del 1934 celebrà el seu primer congrés.
A partir del 1935 va agafar la direcció Miquel Valdés i Valdés i l'organització de Ramon Casanellas i Lluch, que volia cooperar amb altres forces socialistes catalanes. Quan es va formar el Partit Obrer d'Unificació Marxista (POUM) una part dels membres del Bloc Obrer i Camperol que no s'hi varen incorporar, es van unir al PCC.
El juliol del 1936 es va fusionar amb altres partits per fundar el Partit Socialista Unificat de Catalunya (PSUC). Aleshores tenia uns 2.000 militants